# Bătălia de la Tinchebray
Bătălia de la Tinchebray a avut loc în date de 28 septembrie 1106, lângă Tinchebray (astăzi, în departamentul Orne, Franța), Normandia, între o forță invadatoare condusă de regele Henric I al Angliei și armata normanică a fratelui său mai mare Robert Curthose, ducele de Normandia. Cavalerii lui Henric au izbutit o victorie decisivă: ei l-au capturat pe Robert și Henric l-a întemnițat  în Anglia (în Castelul Devizes) și apoi în Țara Galilor până la moartea lui Robert în 1134.
Henric a invadat Normandia în 1105, în cursul unei dispute dinastice continue cu fratele său. El a cucerit orașele Bayeux și Caen, însă a fost nevoit să-și stopeze campania din cauza problemelor politice care decurgeau dintr-o investitură controversată. S-a reîntors în Normandia în primăvara anului 1106. După ce a cucerit rapid abația Saint-Pierre-sur-Dives, Henric s-a îndreptat spre sud și a asediat Castelul Tinchebray, situat pe un deal deasupra orașului. Tinchebray se află la granița ținutului Mortain, în sud-vestul Normandiei, și era deținut de William, contele de Mortain, care era unul dintre puținii baroni normanzi importanți, încă loiali lui Robert. Ducele Robert și-a adus aici forțele pentru a sparge asediul. După câteva negocieri nereușite, Robert a decis că o luptă în câmp deschis este cea mai bună opțiune.
Armata lui Henric a fost organizată în trei grupuri. Ranulf de Bayeux, Robert de Beaumont, primul conte de la Leicester și William de Warenne, al doilea conte de Surrey, au comandat principalele două forțe. O rezervă, comandată de Elias I de Maine, a rămas pe flanc. Alan al IV-lea, ducele de Bretania, William, contele de Évreux, Ralph de Tosny, Robert de Montfort și Robert de Grandmesnil au luptat alături de Henric. William, contele de Mortain și Robert de Bellême, al 3-lea conte de Shrewsbury, îl susțineau pe Robert Curthose.
Lupta a durat doar o oră. Henric a ordonat ca majoritatea cavalerilor săi să descalece. Acest lucru era neobișnuit tacticii de luptă normande, și a însemnat că infanteria a jucat un rol decisiv. William, contele de Évreux, a atacat prima linie, cu bărbați din Bayeux, Avranches și Cotentin. Rezerva lui Henric s-a dovedit decisivă. Majoritatea armatei lui Robert a fost capturată sau ucisă. Cei capturați includeau pe Robert, Edgar Atheling (unchiul soției lui Henric) și William, contele de Mortain. Robert de Bellême, comandând garda din spatele ducelui, a condus retragerea, salvându-se de capturare sau moarte. Majoritatea prizonierilor au fost eliberați, însă Robert și William de Mortain și-au petrecut restul vieții în captivitate. Robert Curthose avea un fiu legitim, William Clito (1102–28), al cărui pretenții față de ducatul Normandiei au dus la mai multe revolte care au continuat în  restul domniei lui Henric (1135).